# Нестероидни противовъзпалителни средства
Нестероидни противовъзпалителни средства (НСПВС), са лекарствени средства с различен химичен строеж с периферен аналгетичен (обезболяващ), антипиретичен (понижават температурата), и противовъзпалителен ефект. Също така се наричат неопиоидни аналгетици. Основната им разлика от стероидните противовъзпалителни средства е структурата (нямат стероиден скелет). Те нямат наркотичен ефект но имат обезболяващо действие затова се наричат още и ненаркотични аналгетици. Най-популярните НСПВС са аспирин, ибупрофен и напроксен, които се съдържат в лекарствени форми без рецепта.

## Действие
Осъществяват ефекта си като блокират синтеза на простагландини в организма, които са смятани за медиатори на възпалението. Простагландините се образуват от Арахидонова киселина чрез ензима циклооксигеназа – COX (cyclooxygenase), който има два подтипа COX-1 и COX-2. На блокирането на COX-2 се дължат лечебните ефекти на НСПВС.

## Използване в медицината
НСПВС се използват за симптоматично лечение на следните симптоми:
- ревматоидни артрити[4]
- остеоартрити
- възпалителна артропатия
- дисменорея (менструални болки)
- метастатична болка в костите
- главоболие и мигрена
- постерапевтична болка
- лека до средна болка вследствие на изгаряне или нараняване на тъканта
- треска
- зъбобол
- бъбречни колики

## Генерични видове
Генерични представители на нестероидни противовъзпалителни средства (в скоби са дадени популярни техни търговски имена):
- алкозин / alcozin
- алнагон / alnagon
- аминофеназон (амидофен) / aminophenazone
- ацетизал (аспирин) / acetylsalicylic acid
- диклофенак (фелоран) / diclofenak (feloran)
- кетопрофен, декскетопрофен
- ибупрофен (нурофен)/ ibuprofen (nurofen)
- индометацин / indometacin
- кетофенилбутазон / kebuzone
- нимезулид (аулин) / nimesulide (aulin)
- норамидопирин (аналгин) / metamizole soduim
- оксифенбутазон / oxyphenbutazone
- сулиндак / sulindac
- фенацетин / phenacetin
- фенилбутазон / phenylbutazone

и др.

## Странични ефекти
Основен страничен ефект на НСПВС е улцерогеността им, която се дължи на блокирането на COX-1. Проявява се в развиване на язва или стомашно-чревни смущения. Страничните ефекти са зависими от приеманата доза. Предозирането може да доведе до перфорация на язвата, стомашно-чревно кървене и др.
Освен това, НСПВС може да взаимодейства с други лекарства. Например, приемът на НСПВС и хинолин може да повиши риска от хинолинова пасивност на централната нервна система, включително и до апоплектичен удар.  Ако се приеме COX-2 инхибитор, не трябва да се взима едновременно и НСПВС. Също хора, които са на ежедневна терапия с аспирин (например за понижаване на риска от сърдечен удар), трябва да бъдат внимателни при приема на други неопиоидни аналгетици, тъй като последните могат да блокират ефекта на аспирина.